# Axel Gauvin

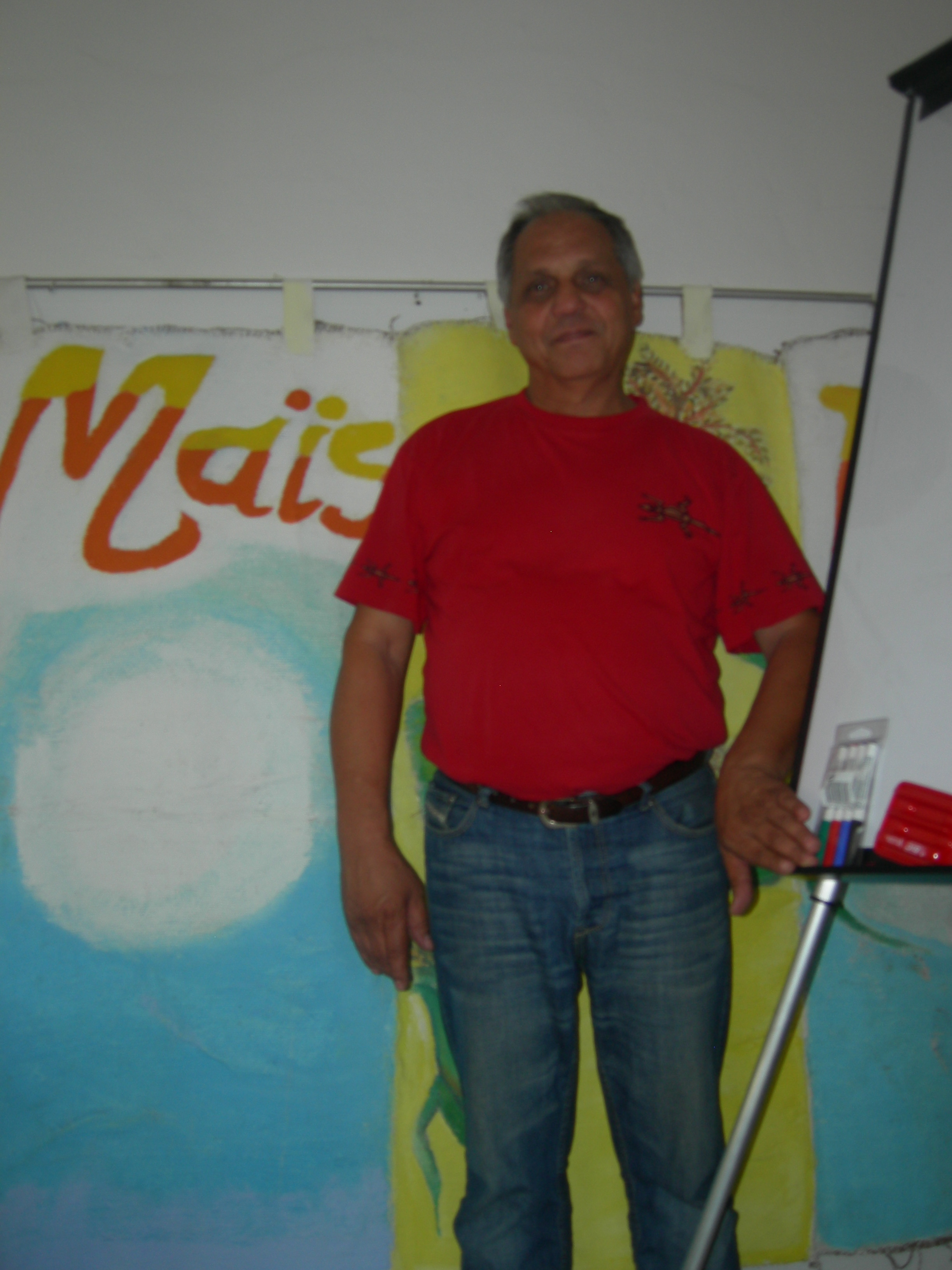
Axel Gauvin

Axel Gauvin (* 3. August 1944 in Le Bois-de-Nèfles ein Stadtteil von Saint-Denis auf La Réunion). Er studierte in Frankreich Naturwissenschaften und kehrte nach dem Staatsexamen nach Réunion zurück, wo er seit 1973 als Lehrer und Schriftsteller arbeitet. 
Gauvin veröffentlichte fünf Romane in französischer Sprache und verschiedene Gedichte in Kreolisch. Darüber hinaus ist er durch Essays zur kreolischen Kultur und Sprache bekannt.

## Bibliografie
Auf Deutsch sind bisher erschienen:
- Kindheitshunger (Faims d'enfance, Roman 1987; dt. Peter Hammer Verlag, Wuppertal 1995)
- Wenn Du aufwachst, bin ich da (L'Aimé, Roman 1990; dt. Hammer, Wuppertal 1997)
- Die Antwort. Erzählung, in Gudrun Honke, Hg.: Die Mondfrau. 23 neue Erzählungen aus dem frankophonen Schwarzafrika. Übers. Giò Waeckerlin-Induni. Hammer, Wuppertal 1998 ISBN 3872948059 S. 8–19 (Erstveröff. - Mit Kurzbiografie)

Werke in französischer Sprache:
- Du créole opprimé au créole libéré (1977). Essay
- Quartier Trois-Lettres (1980). Roman
- Faims d'enfance (1987). Roman
- La borne bardzour / Les Limites de l'aube. (1988). Theaterstück
- L'Aimé (1990). Roman
- Cravate et fils (1996). Roman
- Train fou (2000). Roman
- Petit traité de traduction créole réunionnais-français (2003). Essay

Werke in kreolischer Sprache (Auswahl):
- Létshi mir (1970). Gedichte
- Pou êne grape létshi / Zistoir pou nir rish èk vin santime / Zistoir Tizan, Grandiabe, sitrouy èk poisson  (1978). Novelle
- Romanss po détak la lang, démaye lo kër (1983). Gedichte
- Kartié-trwa-lèt (1984). Roman
- Po lodèr flèr bibas, teat 2 ak 7 tablo (1994). Theaterstück
- Bayalina (1995). Roman
- Lamour kivi : Fonnkër-téat : po lir, po dir, po shanté, po zoué, po mime dessï (2002). Gedichte